# Керівілл (Флорида)
Керівілл (англ. Caryville) — місто (англ. town) в США, в окрузі Вашингтон штату Флорида. Населення — 301 особа (2020).

## Географія
Керівілл розташований за координатами 30°46′30″ пн. ш. 85°48′46″ зх. д. / 30.77500° пн. ш. 85.81278° зх. д. (30.774985, -85.812690).  За даними Бюро перепису населення США в 2010 році місто мало площу 8,17 км², з яких 7,84 км² — суходіл та 0,33 км² — водойми.

## Демографія
Згідно з переписом 2010 року, у місті мешкало 411 осіб у 98 домогосподарствах у складі 59 родин. Густота населення становила 50 осіб/км².  Було 115 помешкань (14/км²).
Расовий склад населення:
| - 62,0 % — білих - 32,6 % — чорних або афроамериканців - 0,5 % — азіатів - 0,2 % — корінних американців |

До двох чи більше рас належало 4,6 %. Частка іспаномовних становила 2,9 % від усіх жителів.
За віковим діапазоном населення розподілялося таким чином: 20,9 % — особи молодші 18 років, 69,6 % — особи у віці 18—64 років, 9,5 % — особи у віці 65 років та старші. Медіана віку мешканця становила 31,7 року. На 100 осіб жіночої статі у місті припадало 206,7 чоловіків;  на 100 жінок у віці від 18 років та старших — 277,9 чоловіків також старших 18 років.
Середній дохід на одне домашнє господарство  становив 33 861 долар США (медіана — 27 500), а середній дохід на одну сім'ю — 36 618 доларів (медіана — 28 750). За межею бідності перебувало 41,0 % осіб, у тому числі 73,4 % дітей у віці до 18 років та 11,6 % осіб у віці 65 років та старших.
Цивільне працевлаштоване населення становило 80 осіб. Основні галузі зайнятості: освіта, охорона здоров'я та соціальна допомога — 23,8 %, будівництво — 18,8 %, роздрібна торгівля — 16,3 %.